# 杉山裕也
杉山 裕也（すぎやま ひろなり、1985年（昭和60年）9月19日 - ）は、愛知県出身の競艇選手。
登録番号4269。身長167cm。血液型O型。93期。愛知支部所属。同期に、長田頼宗、馬場貴也、渡辺浩司、長尾章平らがいる。

## 来歴
- 2003年11月常滑競艇のドラゴン大賞でデビュー（6着）。
- 2004年7月16日、浜名湖競艇場のJLCカップ、3日2レースで水神祭を飾る（2号艇・6コース、決まり手は抜き）。
- 2006年8月、桐生競艇場の第3回新東通信杯で初優出（4号艇・3着）。
- 2008年1月4日、蒲郡競艇場の2008新春特別覇者決定戦で初優勝[1]。
- 2008年11月、浜名湖競艇場の『G1浜名湖賞　開設55周年記念』でG1初出場。同節4日目、3レースでG1初勝利（3号艇・決まり手はまくり）。
- 2014年8月16日、常滑競艇 の「名鉄杯争奪2014納涼お盆レース」3日目10レースで500勝達成。
- 2015年11月9日、宮島競艇場の『G1宮島チャンピオンカップ開設61周年記念』でG1初優出。

## 人物・エピソード
- 愛知県立成章高等学校出身。高校の先輩にはオアシズの光浦靖子、大久保佳代子らがいる。